# Dorota Tobiszowska
Dorota Jolanta Tobiszowska z domu Sałata (ur. 14 grudnia 1966 w Rudzie Śląskiej) – polska prawniczka, działaczka samorządowa i polityk, senator X kadencji.

## Życiorys
Z wykształcenia prawniczka. Uzyskała magisterium z prawa i administracji na Wydziale Prawa i Administracji Uniwersytetu Śląskiego. Pod koniec lat 80. pracowała jako nauczycielka w przedszkolu. Następnie zawodowo związana z górnictwem, m.in. kierowała działem organizacyjno-prawnym Kopalni Węgla Kamiennego „Ruda”. Działaczka społeczna w ramach Stowarzyszenia Rudzkie Konto Pomocy, w którym objęła funkcję wiceprezesa.
W wyborach samorządowych w 2014 i 2018 uzyskiwała mandat radnej Rudy Śląskiej. W radzie miejskiej była m.in. przewodniczącą Komisji Prawa, Samorządności i Bezpieczeństwa.
W wyborach parlamentarnych w 2019 uzyskała mandat senatora X kadencji. Startowała jako bezpartyjna z ramienia Prawa i Sprawiedliwości w okręgu 74 (obejmującym m.in. Rudę Śląską, Świętochłowice i Chorzów), otrzymała 71 752 głosy. Uzyskała członkostwo w PiS; w wyborach w 2023 bezskutecznie kandydowała do Sejmu (otrzymała 5271 głosów). W 2024 została wybrana do Sejmiku Województwa Śląskiego VII kadencji. W tym samym roku z ramienia PiS wystartowała następnie w wyborach do Parlamentu Europejskiego z okręgu nr 11.

## Życie prywatne
Zawarła związek małżeński z politykiem Grzegorzem Tobiszowskim; małżeństwo zakończyło się rozwodem.

## Wyróżnienia
- Krzyż Zasługi PRO SYRIA[13]